# لیمیگانت‌ها
لیمیگانت‌ها (انگلیسی: Limigantes) نامی است که به گروهی از مردم اطلاق می‌شود که در قرن چهارم میلادی در کنار رود تیسا، در بانات زندگی می‌کردند. این گروه توسط تاریخ‌نگار رومی آمیانوس مارسلینوس (حدود ۳۹۰) در ارتباط با قوم ایرانی‌تبار سرمتی‌ها ذکر شده است.
تاریخ‌نگار رومی آمیانوس مارسلینوس (حدود ۳۹۰) لیمیگانت‌ها را به‌عنوان Sarmatae servi ("بردگان/سرمایه‌داران سرمتی") توصیف کرده است، برخلاف آرکاراگان‌ها، Sarmatae liberi ("سرمتی‌های آزاد"). مشخص نیست که آیا لیمیگانت‌ها فقط یک طبقه پایین از سرمتی‌ها بودند یا اینکه گروهی از مردم غیر سرمتی تحت سلطه بوده‌اند.

## تاریخ

### دهه ۳۳۰
در سال ۳۳۲، سرمتی‌ها در بانات از کنستانتین بزرگ درخواست کمک کردند تا در مقابل تروینگیان مقاومت کنند. این سرمتی‌ها «بردگان» خود را مسلح کرده بودند تا با وضعیت مقابله کنند؛ طبق منابع معاصر، دو دسته از سرمتی‌ها وجود داشت: «مالک‌ها» – آگاراگان‌ها، و «بردگان» – لیمیگانت‌ها. در سال ۳۳۴، درگیری داخلی میان آگاراگان‌ها و لیمیگانت‌ها رخ داد. لیمیگانت‌ها پس از درگیری با گوت‌ها، آرکاراگان‌ها را شکست دادند و آن‌ها را از منطقه ویکتوهالی، به جنوب دانوب رانده و به واسیال‌های خود تبدیل کردند.

### درگیری با روم
در سال ۳۵۷ میلادی، امپراتور رومی کنستانتیوس دوم (که از ۳۳۷ تا ۳۶۱ حکومت کرد) با نیروی بزرگی از لیمیگانت‌ها روبرو شد که موفق شده بودند علیه فرمانروایان یازیگ خود شورش کنند و سپس به سرزمین‌های رومی در جنوب دانوب حمله کنند. بربرها از محل تلاقی رودهای دانوب و رود تیسا وارد امپراتوری شدند و به استان موئسیا (تقریباً معادل صربستان امروزی) حمله کردند. در یک نبرد سخت، رومی‌ها لیمیگانت‌ها را شکست دادند و تعداد زیادی از آن‌ها را کشتند. پس از این شکست، باقی‌مانده لیمیگانت‌ها تسلیم شدند و زمین‌هایی برای سکونت در بیرون از مرزهای امپراتوری دریافت کردند، اما این اراضی ظاهراً تحت کنترل روم بود (ممکن است از سرمتی‌های «آزاد» که قبلاً در همان سال جداگانه شکست خورده بودند گرفته شده باشد).
در سال ۳۵۸، لیمیگانت‌ها شرایط پیمان خود با کنستانتیوس را نقض کرده و به حملات خود خارج از سرزمین‌های واگذار شده در سال گذشته ادامه دادند.

## مطالعات
جورج ورنادسکی بر این باور بود که آگاراگان‌ها سرمتی‌ها بودند و لیمیگانت‌ها اسلاوها بودند.